# Sint-Laurentiuskerk (Poesele)
De Sint-Laurentiuskerk in de Belgische deelgemeente Poesele (deelgemeente van de stad Deinze) is een kerkgebouw toegewijd aan de heilige Laurentius.

## Geschiedenis
Het eerste kerkgebouw in Poesele werd in 1121 voor het eerst in een akte vermeld waarbij Lambrecht, bisschop van Noyon-Doornik, het patronaat van de kerk van Poesele aan abt Wulverik van de Sint-Baafsabdij te Gent schonk.
De huidige kerk werd in de 19e eeuw in neogotische stijl opgetrokken nadat de vorige bouwvallig werd verklaard. Laurentius wordt er vereerd tegen allerlei besmettelijke ziekten en brandwonden.

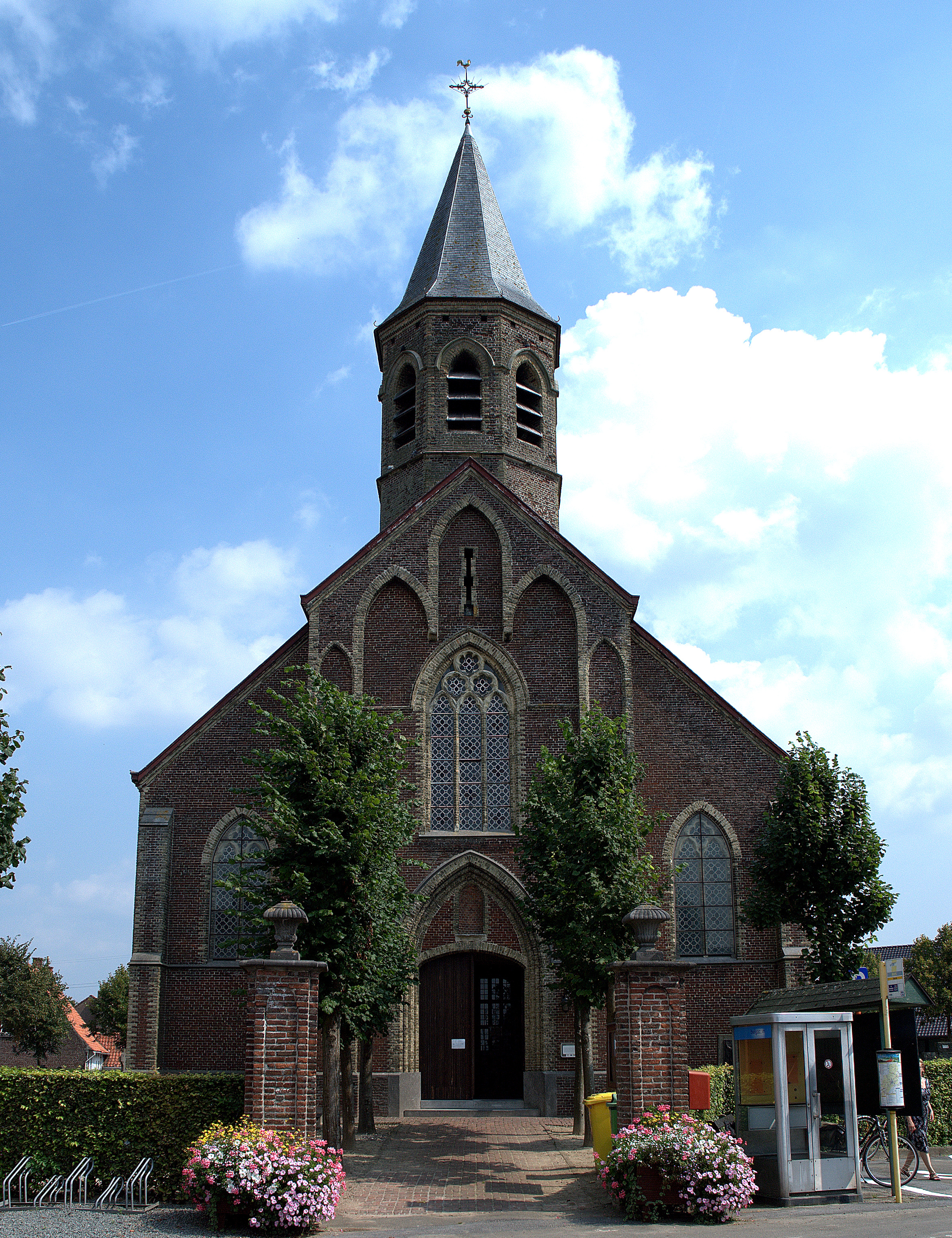
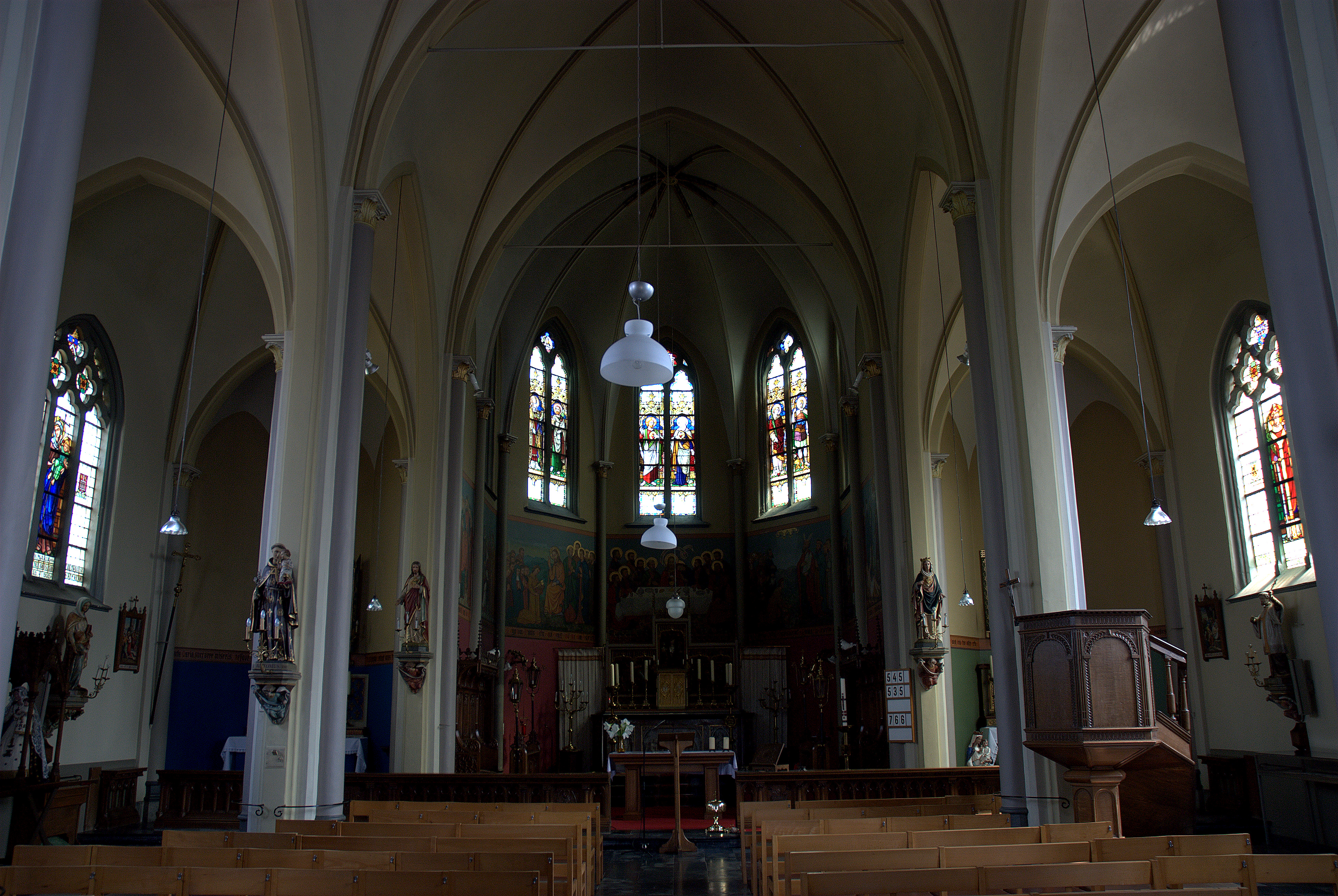